# Hovedserien 1948-1949
L'edizione 1948-49 della Hovedserien vide la vittoria finale del Fredrikstad. In seguito alla riqualificazione del torneo, il numero dei gironi fu drasticamente ridotto.
Capocannoniere del torneo fu Arvid Havnås (Sandefjord BK), con 12 reti.

## Classifica finale

### Gruppo A
|   | Classifica       | G  | V | N | P  | GF | GS | Pt |
| - | ---------------- | -- | - | - | -- | -- | -- | -- |
| 1 | Vålerengen       | 14 | 9 | 2 | 3  | 23 | 13 | 20 |
| 2 | Sparta Sarpsborg | 14 | 9 | 1 | 4  | 30 | 18 | 19 |
| 3 | Viking           | 14 | 7 | 4 | 3  | 25 | 18 | 18 |
| 4 | Ålgård           | 14 | 7 | 3 | 4  | 18 | 17 | 17 |
| 5 | Skeid            | 14 | 7 | 0 | 7  | 34 | 25 | 14 |
| 6 | Ørn              | 14 | 6 | 2 | 6  | 25 | 23 | 14 |
| 7 | Pors             | 14 | 1 | 4 | 9  | 11 | 34 | 6  |
| 8 | Brann            | 14 | 1 | 2 | 11 | 25 | 43 | 4  |

### Gruppo B
|   | Classifica    | G  | V  | N | P | GF | GS | Pt |
| - | ------------- | -- | -- | - | - | -- | -- | -- |
| 1 | Fredrikstad   | 14 | 10 | 2 | 2 | 29 | 10 | 22 |
| 2 | Sarpsborg     | 14 | 7  | 4 | 3 | 26 | 14 | 18 |
| 3 | Lyn           | 14 | 5  | 6 | 3 | 19 | 17 | 16 |
| 4 | Sandefjord BK | 14 | 5  | 5 | 4 | 25 | 20 | 15 |
| 5 | Mjøndalen     | 14 | 6  | 0 | 8 | 18 | 26 | 12 |
| 6 | Storm         | 14 | 3  | 6 | 5 | 15 | 24 | 12 |
| 7 | Freidig       | 14 | 3  | 3 | 8 | 15 | 27 | 9  |
| 8 | Sandaker      | 14 | 3  | 2 | 9 | 22 | 31 | 8  |

### Finale scudetto

#### Andata
| Vålerengen | 1 – 3 | Fredrikstad |

#### Ritorno
| Fredrikstad | 3 – 0 | Vålerengen |

### Verdetti
- Fredrikstad Campione di Norvegia 1948-49.
- Pors, Brann, Freidig e Sandaker retrocesse in Landsdelsserien.